# Dejan Damjanović
Dejan Damjanović (cyrillique : Дејан Дамјановић), né le 27 juillet 1981 à Mostar en Yougoslavie (dans l’actuelle Bosnie-Herzégovine), est un ancien footballeur international monténégrin, qui évoluait au poste d'attaquant. 

## Biographie

### Carrière en club
Dejan Damjanović est formé au Dinamo Pančevo. Puis, il rejoint le Sinđelić Belgrade et dispute 33 rencontres et inscrit 8 buts entre 1998 et 2000. En 2000, il rejoint le Železnik Belgrade, évoluant en première division, inscrit aucun but lors de ses treize matchs. Le Železnik le prête au Lasta Sremčica. Il fait une bonne impression lors de ses 21 matchs en marquant 10 fois. La saison suivante, il est prêté au Srem Jakovo. Il joue seulement 8 rencontres. 
En 2003, il rejoint le Bežanija Novi Belgrade. Puis, la saison suivante, il est prêté au Radnički Jugopetrol Belgrade, et joue 18 matchs et marque quatre fois. Il revient au Bežanija, et évolue pendant trois saisons, jusqu'en 2006. En janvier 2006, il est prêté au club saoudien, d'Al-Ahli Djeddah où il marque presque un but par match (7 buts en 8 matchs). 
En 2007, il rejoint l'Incheon United évoluant en K League. Puis, en 2008, il rejoint le FC Séoul. Il a terminé 3 fois deuxième meilleur buteur de la K-League en 2007, 2008 et 2009 et 3 fois meilleur buteur en 2011, 2012 et 2013.
En décembre 2013, il quitte le championnat sud-coréen pour rejoindre le championnat chinois et digne avec le Jiangsu Sainty. Le 14 juillet 2014, il rejoint le Beijing Guoan.
Le 28 décembre 2015, il retourne au FC Séoul, et signe un contrat de deux ans. Puis, le 4 janvier 2018, il rejoint le Suwon Samsung Bluewings, et signe un contrat d'un an.

### Carrière internationale
Il fait ses débuts internationaux avec l'équipe A en 2008. Le 15 octobre 2008, il honore sa première sélection contre l'Italie lors d'un match des éliminatoires de la Coupe du monde 2010. Lors de ce match, Dejan Damjanović entre à la 90e minute de la rencontre, à la place de Mirko Vučinić. La rencontre se solde par une défaite de 2-1. Puis, le 9 juin 2009, il inscrit son seul doublé en sélection face à la Chypre.
Il reçoit sa dernière sélection le 8 septembre 2015 contre la Moldavie (victoire 2-0). Au total, il est sélectionné à 30 reprises en équipe nationale entre 2008 et 2015.

## Palmarès

### En club
- Avec le  FC Séoul
  - Finaliste de la Ligue des champions de l'AFC en 2013
  - Champion de Corée du Sud en 2010, 2012 et 2016
  - Vainqueur de la Coupe de la Ligue sud-coréenne en 2010

### Distinctions personnelles
- Élu meilleur joueur de la K League en 2012
- Élu meilleur joueur (en) de la K League en 2010 (désigné par les joueurs)
- Prix FANtastic (en) de la K League en 2012
- Meilleur buteur de la K League en 2011 (23 buts), 2012 (31 buts) et 2013 (19 buts)
- Nommé dans l'équipe type de la K League en 2010, 2011, 2012 et 2013
- Nommé dans l'équipe type de la Ligue des champions de l'AFC en 2013

## Statistiques

### Buts en sélection
Le tableau suivant liste tous les buts inscrits par Dejan Damjanović avec l'équipe du Monténégro.